# 麻城镇 (荆门市)
麻城镇，是中华人民共和国湖北省荆门市掇刀区下辖的一个乡镇级行政单位。

## 行政区划
麻城镇下辖以下地区：
五丰桥社区、麻城村、荆寨村、长兴村、蔡院村、火山村、中山村、裴庙村、龙井村、斗立村、邓冲村、三青村、官堰村、荆港村、丁店村、板庙村、横店村、官湾村、朱庙村和雷集村。